# 瓦尔茹兹
瓦尔茹兹（法語：Valjouze，法語發音：[valʒuz]）是法国康塔尔省的一个市镇，属于圣弗卢尔区。

## 地理
瓦尔茹兹（45°9'46"N, 3°3'37"E）面积3.05 平方千米，位于法国奥弗涅-罗讷-阿尔卑斯大区康塔爾省，该省份为法国中南部省份，位于法國中央高原中心，北起科雷兹省、上盧瓦爾省和多姆山省，西接洛特省和科雷兹省，南至阿韦龙省和洛特省，东临上盧瓦爾省和洛泽尔省。
与瓦尔茹兹接壤的市镇（或旧市镇、城区）包括：费里耶尔-圣玛丽、塔利扎。

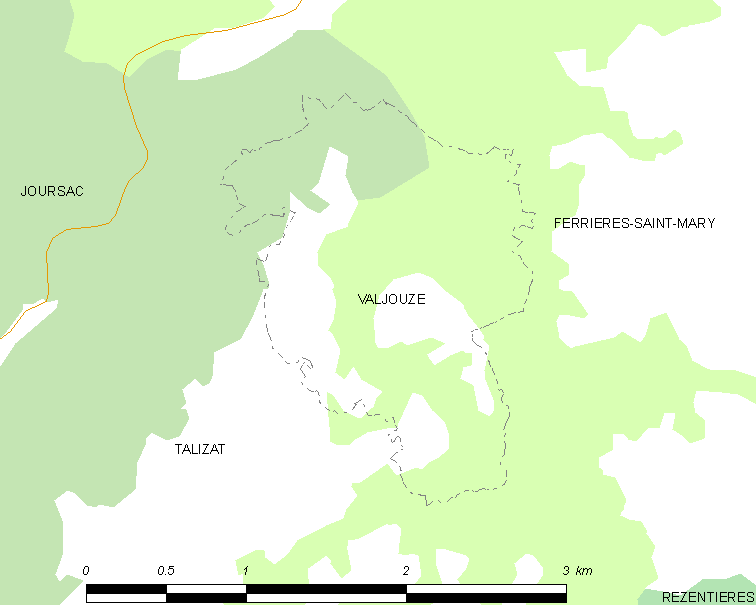
瓦尔茹兹的OSM定位图

瓦尔茹兹的时区为UTC+01:00、UTC+02:00（夏令时）。

## 行政
瓦尔茹兹的邮政编码为15170，INSEE市镇编码为15247。

## 政治
瓦尔茹兹所属的省级选区为圣弗卢尔第一县。

## 人口

1962-2008年间瓦尔茹兹人口变化图示

瓦尔茹兹于2022年1月1日时的人口数量为24人。